# Spectromancer
Spectromancer és un videojoc de cartes de guerra, successor d'Astral Masters. Va ser creat per l'autor d'aquest joc, Alexey Stankevich, i per Richard Garfield, autor de Magic: The Gathering, i publicat on-line el 2008.
Cada jugador ha de vèncer en combat l'adversari fent que la seva vida arribi a zero. Per això a cada torn pot jugar una carta de les seves cinc columnes, que són els quatre elements clàssics (foc, aigua, aire, terra) i un cinquè a elecció (amb una sola opció per a la versió gratuïta i fins a dotze més en la versió de pagament). A cada partida es disposen de vint cartes, quatre per cada element. Entre les cartes de foc abunden les que danyen més d'un enemic alhora, entre les d'aigua les que modifiquen les altres cartes, les de terra pugen la pròpia vida i les d'aire ataquen directament el jugador rival.
Les cartes poden ser criatures o encanteris. Les criatures es col·loquen al tauler i tenen un atac determinat, que mina la vida del contrari excepte si tenen al davant una altra critatura (les parets són criatures sense atac i hi ha criatures que poden atacar malgrat estar tapades per altres). Els encanteris es llencen i actuen però no romanen sobre el tauler. El jugador pot jugar una carta només si té el mana o poder necessari per fer-ho: comença amb un cert nombre de punts mana de cada element i a cada torn augmenten tots els elements en un punt (excepte si ho impedeix una carta contrària). En usar una carta, es descompta automàticament la quantitat de mana d'aquell element. Només es pot jugar una carta per torn, encara que hi hagi poder per a més.
Una de les principals diferències amb altres jocs similars és que la baralla ve donada, a cada partida apareixen vint cartes del total, per tant el jugador no pot construir la seva pròpia baralla. Això inclou un element d'atzar que es combina amb l'estratègia necessària per guanyar i permet major equilibri entre jugadors experimentats i no experimentats (en altres jocs els jugadors veterans tenen les millors cartes i combinacions ja estudiades).